# Mellingen (Svizzera)
Mellingen (toponimo tedesco) è un comune svizzero di 5 466 abitanti del Canton Argovia, nel distretto di Baden; ha lo status di città.

## Monumenti e luoghi d'interesse

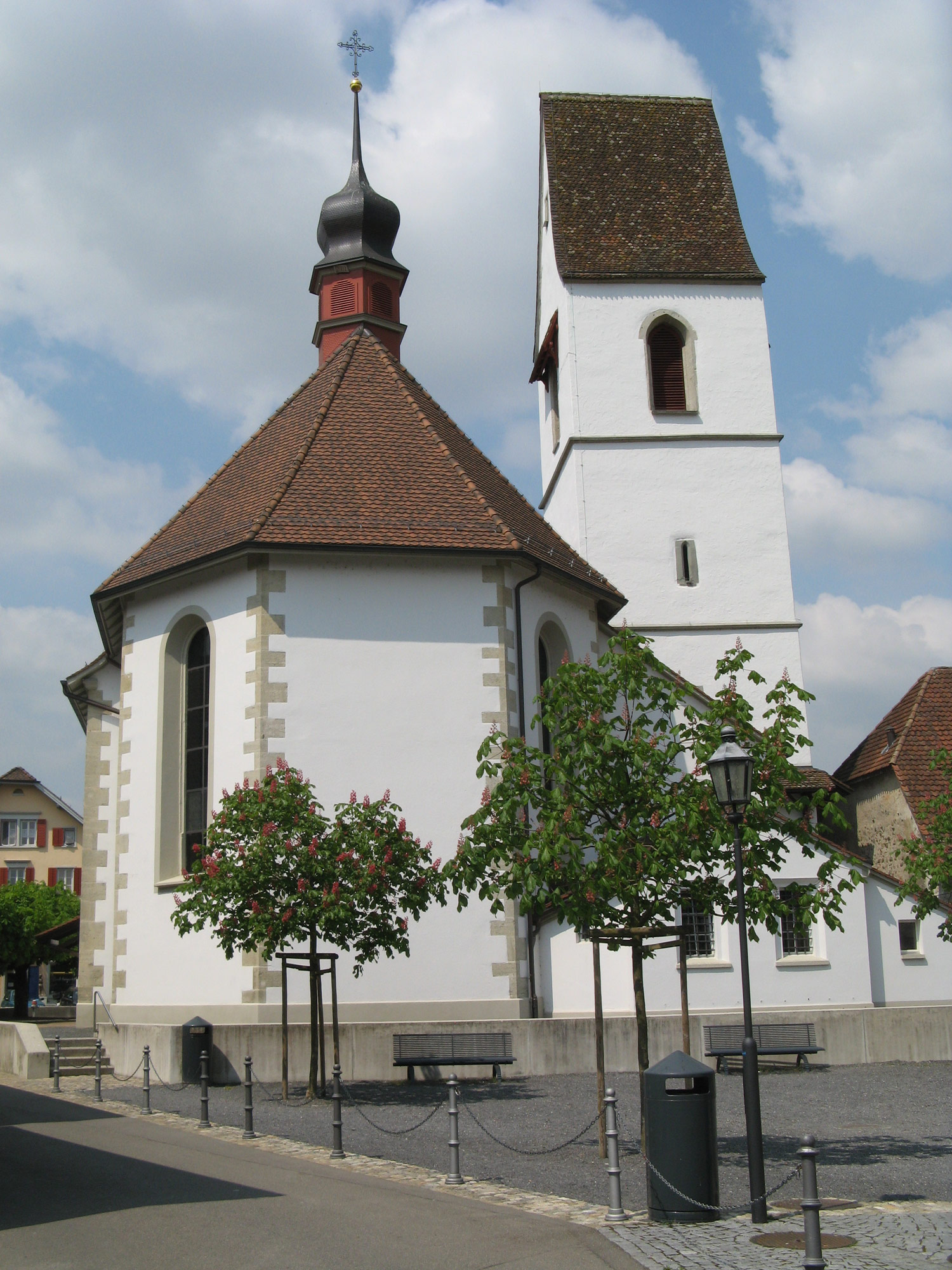
La chiesa cattolica di San Giovanni Battista

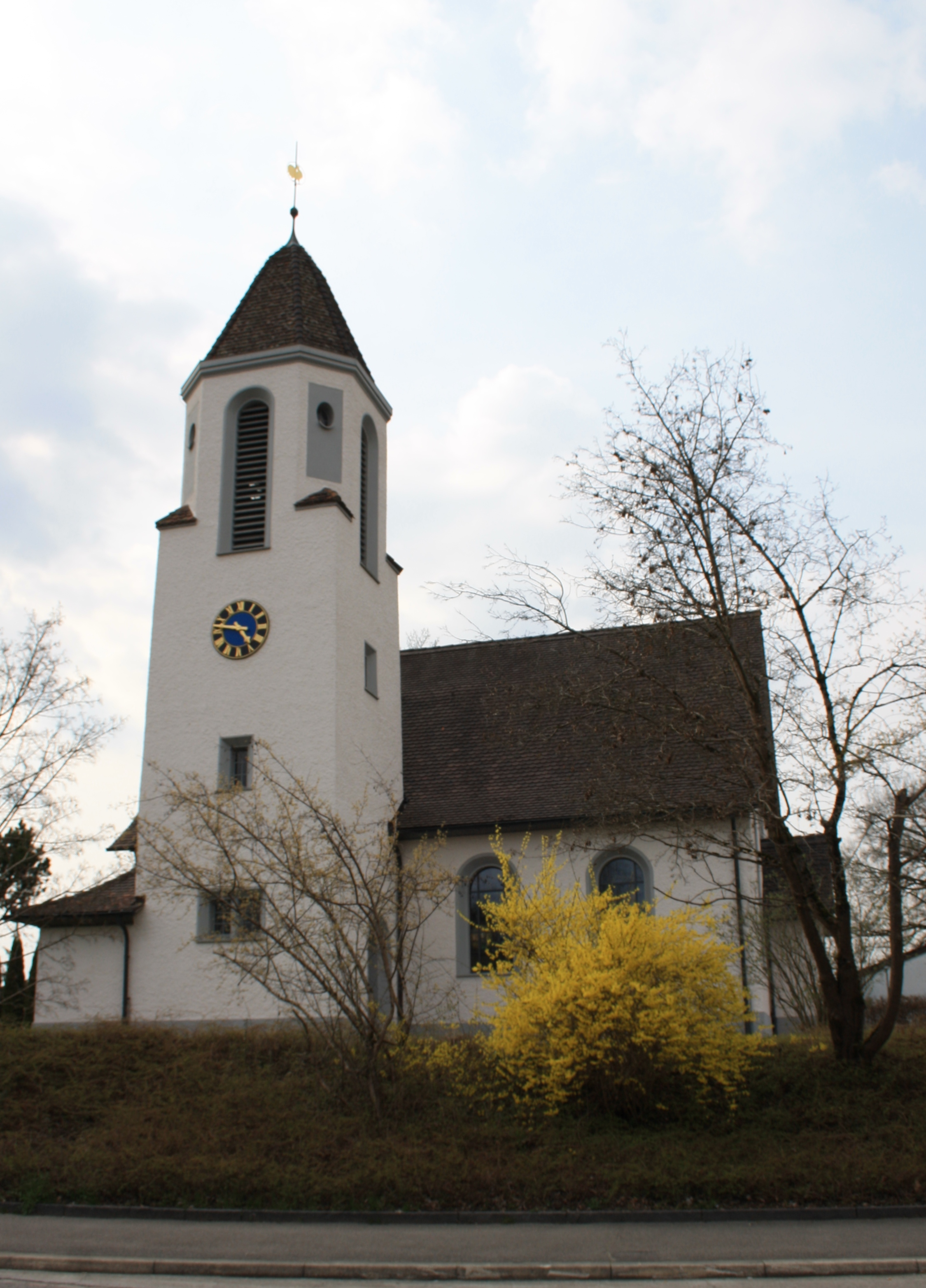
La chiesa riformata

- Chiesa cattolica di San Giovanni Battista (già di San Giovanni Evangelista), attestata dal 1045 e ricostruita nel 1675[1];
- Chiesa riformata, eretta nel 1910[1].

## Società

### Evoluzione demografica
L'evoluzione demografica è riportata nella seguente tabella:
Abitanti censiti

## Infrastrutture e trasporti

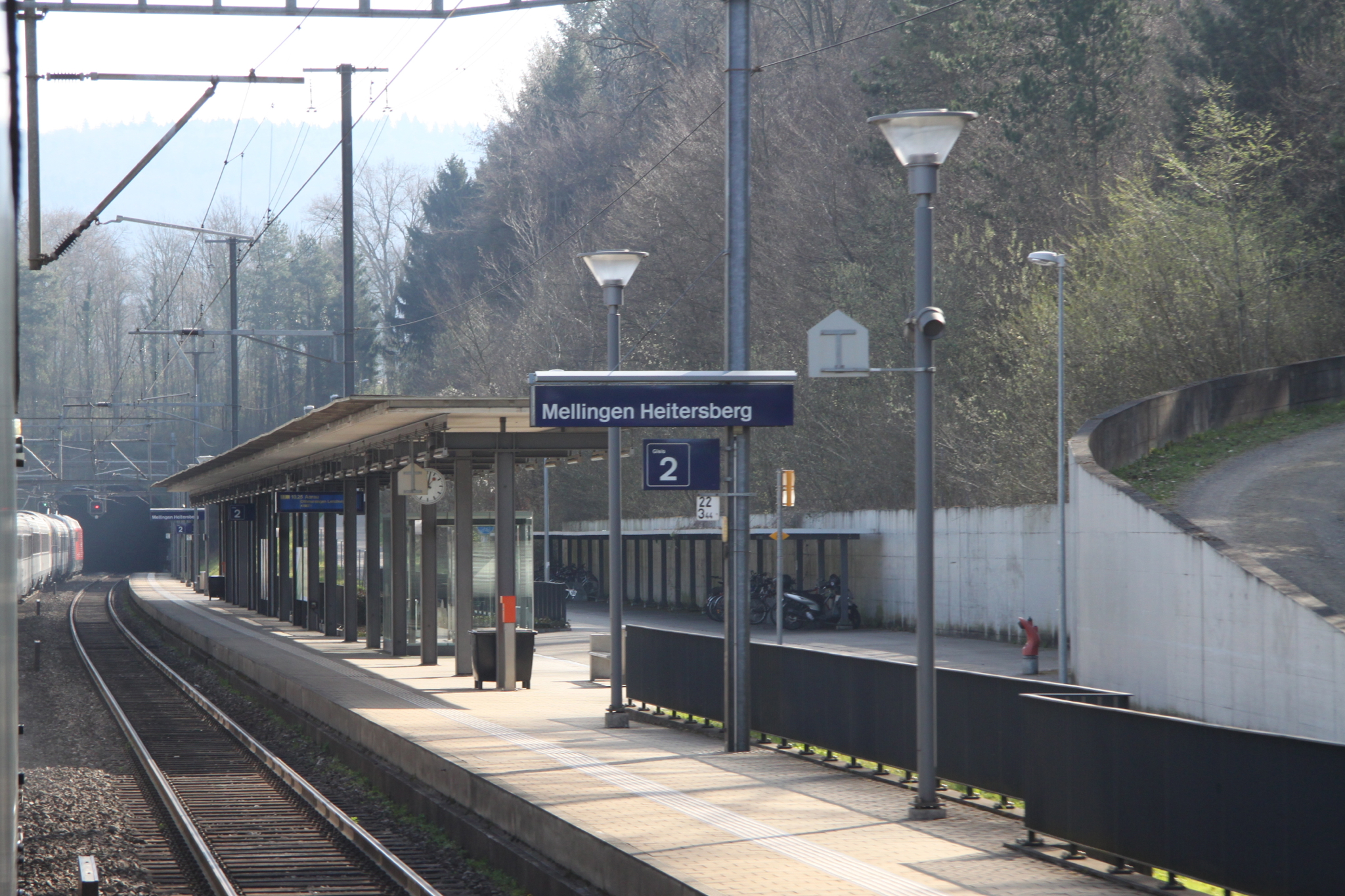
La stazione di Mellingen Heitersberg

Mellingen è servito dalla stazione di Mellingen Heitersberg sulla ferrovia Zurigo-Olten (linea S3 della rete celere di Zurigo). Fino al 2004 era servito anche dalla stazione di Mellingen, sulla ferrovia Zofingen-Wettingen.

## Amministrazione
Ogni famiglia originaria del luogo fa parte del cosiddetto comune patriziale e ha la responsabilità della manutenzione di ogni bene ricadente all'interno dei confini del comune.